# Huta Zadybska
Huta Zadybska – wieś w Polsce położona w województwie lubelskim, w powiecie ryckim, w gminie Kłoczew.
W latach 1975–1998 miejscowość administracyjnie należała do województwa siedleckiego.
Wieś jest sołectwem w gminie Kłoczew. Według Narodowego Spisu Powszechnego z roku 2011 wieś liczyła 94 mieszkańców.
Wierni Kościoła rzymskokatolickiego należą do parafii Zwiastowania Najświętszej Maryi Panny w Żelechowie.

## Historia
Huta Zadybska w wieku XIX, wieś i folwark w ówczesnym powiecie garwolińskim, gminie Kłoczew, parafii Żelechów. W roku 1882 liczyła 10 domów i 28 mieszkańców z gruntem 58 mórg obszaru. Folwark Huta zwany inaczej także „Leonów” w roku 1874 oddzielony został od dóbr Wola Zadybska.